# Demografía de Austria
Este artículo corresponde a las características de la demografía de Austria

## Población
Para el 2020, Austria tiene una población total aproximada de 8,933,300 habitantes. Alrededor del 65% de la población es urbana. El país presenta una variada mezcla étnica, legado de los tiempos del Imperio austrohúngaro, incluye un importante número de croatas y húngaros.

## Fuerza de trabajo
La fuerza de trabajo en Austria está conformada por 4 millones de habitantes siendo un 57% hombres y 43% mujeres.
Un tema preocupante es la disminución de la fuerza de trabajo, debido a que la población austriaca no está creciendo. En el año 2001, había 4,98 millones de habitantes en edad de emplearse entre los 15 y 60 años. En el 2030, esta cifra caerá a 4,61 millones y en el 2050 a 4,23 millones. Se estima que en el corto plazo un cuarto de la población estará en edad de retiro y para 2035 esta cantidad aumentará hasta un tercio.

## Tasa de natalidad

Pirámide de población austríaca.

Austria presenta una de las tasas de natalidad más bajas del mundo, que en el 2005 fue de 8,81%, o sea aproximadamente sólo 9 nacimientos cada 1000 habitantes al año; unos 74.000 bebes al año. La tasa de natalidad ha llegado a tal punto que es inferior a la tasa de mortalidad (9,71%), por lo que el país tiene un crecimiento demográfico negativo.
En Austria en 2001, había 1,35 millones de niños menores de 15 años. Esta cifra era aproximadamente un quinto de la población. Se estima que para el año 2015, esta cifra habrá caído a 1,17 millones (menos 13% comparado con el 2001), y quince años más tarde a 1,11 millones. Para el 2050, habrá menos de un millón de niños bajo 15 años.

## Inmigración

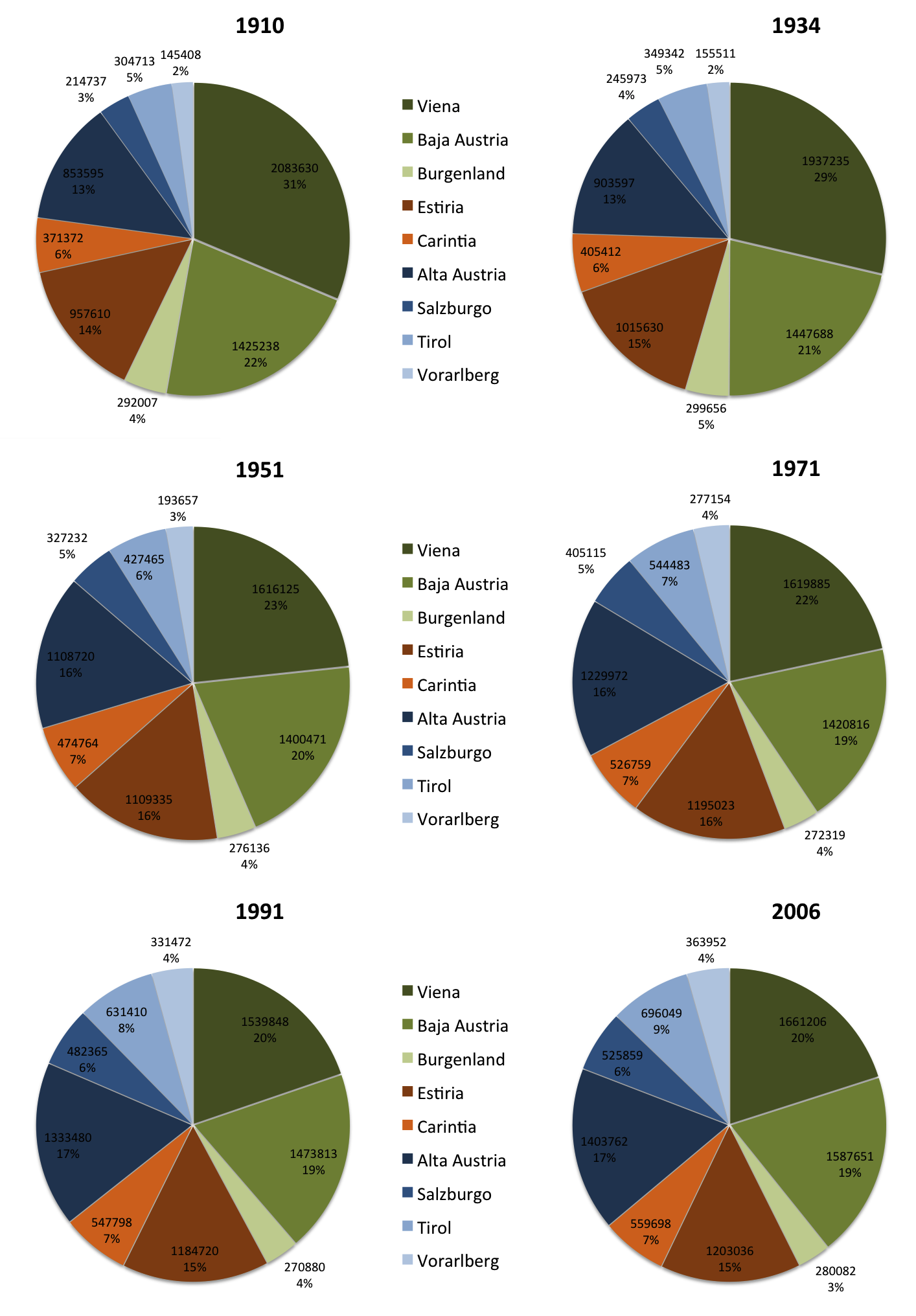
Población en Austria según los distritos. 1910-2006.

La posición de Austria en Europa Central después de la Segunda Guerra Mundial hizo de Austria un país de tránsito entre países del Este y Oeste de Europa, impulsando la migración principalmente de turcos.
Entre 1945 y 1990, casi 2,6 millones de personas vinieron a Austria como inmigrantes, transmigrantes o refugiados. La mayoría permaneció en Austria solo por períodos cortos o en tránsito, pero cerca de 650.000 personas se establecieron en Austria y la mayoría se hizo ciudadano. Las estadísticas indican que en 1990 más del 10% de los ciudadanos no habían nacido en el país.
Después de la Revolución Húngara de 1956, más de 250.000 húngaros arrancaron a Austria y en agosto de 1968 después del Pacto de Varsovia, lo hicieron 162.000 checos y eslovacos,[cita requerida] aunque la mayoría regresó a sus países.
En 1981 el veto al Movimiento Solidaridad.
La apertura de la frontera de Hungría durante el verano de 1989 permitió a 40.000 alemanes de Alemania del Este emigrar a Alemania Occidental a través de Austria.
Además de los países europeos, desde 1972 Austria ha aceptado el asilo de chilenos, argentinos y personas de Uganda, Irán, y Afganistán, bajo el auspicio de acuerdo internacionales. Austria fue también la tierra de tránsito para 250.000 judíos que emigraron desde la Unión Soviética desde 1976 hasta el advenimiento de la inmigración directa a Israel en 1990.
El número de inmigrantes a Austria ha aumentado tanto desde principio de los 90s que el ejército nacional (el Bundesheer) ha extremado las medidas de control en las fronteras. A 1992 unos 100.000 inmigrantes ilegales había en Austria. En adición, por razones humanitarias, Austria ha aceptado unos 50.000 refugiados de la antigua Yugoslavia, la mayoría de bosnios.
En el 2018, el porcentaje de la población austriaca de origen extranjero ascendía hasta un 19% del total, correspondiendo al segundo país de la Unión Europea con mayor población extranjera (solo detrás de Luxemburgo).
| Posición | Nacionalidad         | Población (1 de enero de 2021) |
| -------- | -------------------- | ------------------------------ |
| 1        | Alemania             | 208,767                        |
| 2        | Rumania              | 131,788                        |
| 3        | Serbia               | 122,116                        |
| 4        | Turquía              | 117,551                        |
| 5        | Bosnia y Herzegovina | 97,015                         |
| 6        | Hungría              | 91,396                         |
| 7        | Croacia              | 89,002                         |
| 8        | Polonia              | 65,597                         |
| 9        | Siria                | 55,256                         |
| 10       | Eslovaquia           | 45,378                         |
| 11       | Afganistán           | 43,971                         |
| 12       | Italia               | 34,261                         |
| 13       | Bulgaria             | 34,249                         |
| 14       | Rusia                | 33,342                         |
| 15       | Kosovo               | 26,325                         |
| 16       | Macedonia del Norte  | 24,580                         |
| 17       | Eslovenia            | 22,279                         |
| 18       | Irán                 | 14,922                         |
| 19       | República Checa      | 14,639                         |
| 20       | China                | 13,496                         |

### Gastarbeiter
Desde mediados de los años 1960 a principios de los años 1970 se trajo inmigrantes que sirviera para satisfacer las necesidades de mano de obra que la economía demandaba. Estos "inmigrantes para trabajo" o Gastarbeiter en su mayoría eran yugoslavos y turcos sin cualificación profesional. Debido a esto, el número de inmigrantes para trabajo creció desde 50.000 en 1965 hasta 220.00 en 1974. La recesión de las segunda mitad de los 70 y principios de los 80 los redujo a 140.000 para 1984. Los posteriores períodos de crecimiento aumentaron a 264.000 los inmigrantes para trabajo para 1991. Los inmigrantes de trabajo se han vuelto permanentes y representan el 80% del total de 550.000 extranjeros legalmente registrados en Austria. El 20% restante está constituido por buscadores de asilo y refugiados que han arrancado de los conflictos en la ex Yugoslavia.
Siendo el encogimiento de la población y la baja tasa de natalidad un tema que preocupa en Austria, para algunos de sus ciudadanos el creciente número de extranjeros también es un tema preocupante. Para compensar las bajas tasas de natalidad, Austria necesita un crecimiento de 250.000 personas al año. La mayoría de ese crecimiento vendrá de extranjeros viviendo en Austria o inmigrantes.

## Estadísticas vitales
Esta es la estadística de población por año de Austria:
|      | Población | Nacidos | Muertes | Cambio natural | Tasa bruta de natalidad (per 1000) | Tasa bruta de mortalidad (per 1000) | Cambio natural (por 1000) | Tasa total de fertilidad | Tasa de mortalidad infantil (per 1000 nacimientos) | Esperanza de vida en hombres | Esperanza de vida en mujeres | Tasa de reproducción neta |
| ---- | --------- | ------- | ------- | -------------- | ---------------------------------- | ----------------------------------- | ------------------------- | ------------------------ | -------------------------------------------------- | ---------------------------- | ---------------------------- | ------------------------- |
| 1900 | 5,973,000 | 187,094 | 138,509 | 48,585         | 31.3                               | 23.2                                | 8.1                       | 4.33                     |                                                    |                              |                              |                           |
| 1901 | 6,035,000 | 189,539 | 134,234 | 55,305         | 31.4                               | 22.2                                | 9.2                       | 4.34                     |                                                    |                              |                              |                           |
| 1902 | 6,099,000 | 191,926 | 134,479 | 57,447         | 31.5                               | 22.0                                | 9.4                       | 4.35                     |                                                    |                              |                              |                           |
| 1903 | 6,164,000 | 184,244 | 133,435 | 50,809         | 29.9                               | 21.6                                | 8.2                       | 4.13                     |                                                    |                              |                              |                           |
| 1904 | 6,228,000 | 187,963 | 131,309 | 56,654         | 30.2                               | 21.1                                | 9.1                       | 4.17                     |                                                    |                              |                              |                           |
| 1905 | 6,292,000 | 181,685 | 142,673 | 39,012         | 28.9                               | 22.7                                | 6.2                       | 3.99                     |                                                    |                              |                              |                           |
| 1906 | 6,357,000 | 184,477 | 129,084 | 55,393         | 29.0                               | 20.3                                | 8.7                       | 4.01                     |                                                    |                              |                              |                           |
| 1907 | 6,421,000 | 181,026 | 132,006 | 49,020         | 28.2                               | 20.6                                | 7.6                       | 3.89                     |                                                    |                              |                              |                           |
| 1908 | 6,485,000 | 184,477 | 136,434 | 48,043         | 28.4                               | 21.0                                | 7.4                       | 3.83                     |                                                    |                              |                              |                           |
| 1909 | 6,550,000 | 180,106 | 134,152 | 45,954         | 27.5                               | 20.5                                | 7.0                       | 3.80                     |                                                    |                              |                              |                           |
| 1910 | 6,614,000 | 176,588 | 127,243 | 49,345         | 26.7                               | 19.2                                | 7.5                       | 3.69                     |                                                    |                              |                              |                           |
| 1911 | 6,669,000 | 168,916 | 132,615 | 36,301         | 25.3                               | 19.9                                | 5.4                       | 3.50                     |                                                    |                              |                              |                           |
| 1912 | 6,724,000 | 170,555 | 122,759 | 47,796         | 25.4                               | 18.3                                | 7.1                       | 3.50                     |                                                    |                              |                              |                           |
| 1913 | 6,767,000 | 163,354 | 124,388 | 38,966         | 24.1                               | 18.4                                | 5.8                       | 3.33                     |                                                    |                              |                              |                           |
| 1914 | 6,680,000 | 161,692 | 124,560 | 37,132         | 24.2                               | 18.6                                | 5.6                       | 3.20                     |                                                    |                              |                              |                           |
| 1915 | 6,690,000 | 125,680 | 144,259 | -18,579        | 18.8                               | 21.6                                | -2.8                      | 3.07                     |                                                    |                              |                              |                           |
| 1916 | 6,660,000 | 98,895  | 139,324 | -40,429        | 14.8                               | 20.9                                | -6.1                      | 2.94                     |                                                    |                              |                              |                           |
| 1917 | 6,610,000 | 92,289  | 150,346 | -58,057        | 14.0                               | 22.7                                | -8.8                      | 2.81                     |                                                    |                              |                              |                           |
| 1918 | 6,543,000 | 92,560  | 172,573 | -80,013        | 14.1                               | 26.4                                | -12.2                     | 2.68                     |                                                    |                              |                              |                           |
| 1919 | 6,420,000 | 118,518 | 130,658 | -12,140        | 18.5                               | 20.4                                | -1.9                      | 2.55                     |                                                    |                              |                              |                           |
| 1920 | 6,455,000 | 146,644 | 122,775 | 23,869         | 22.7                               | 19.0                                | 3.7                       | 3.14                     |                                                    |                              |                              |                           |
| 1921 | 6,504,000 | 151,138 | 110,451 | 40,687         | 23.2                               | 17.0                                | 6.3                       | 3.21                     |                                                    |                              |                              |                           |
| 1922 | 6,528,000 | 150,958 | 113,467 | 37,491         | 23.1                               | 17.4                                | 5.7                       | 3.19                     |                                                    |                              |                              |                           |
| 1923 | 6,543,000 | 146,885 | 99,924  | 46,961         | 22.4                               | 15.3                                | 7.2                       | 3.10                     |                                                    |                              |                              |                           |
| 1924 | 6,562,000 | 142,141 | 98,055  | 44,086         | 21.7                               | 14.9                                | 6.7                       | 2.99                     |                                                    |                              |                              |                           |
| 1925 | 6,582,000 | 135,841 | 94,988  | 40,853         | 20.6                               | 14.4                                | 6.2                       | 2.85                     |                                                    |                              |                              |                           |
| 1926 | 6,603,000 | 127,250 | 98,905  | 28,345         | 19.3                               | 15.0                                | 4.3                       | 2.66                     |                                                    |                              |                              |                           |
| 1927 | 6,623,000 | 118,669 | 99,080  | 19,589         | 17.9                               | 15.0                                | 3.0                       | 2.47                     |                                                    |                              |                              |                           |
| 1928 | 6,643,000 | 116,729 | 95,959  | 20,770         | 17.6                               | 14.4                                | 3.1                       | 2.43                     |                                                    |                              |                              |                           |
| 1929 | 6,664,000 | 112,047 | 97,300  | 14,747         | 16.8                               | 14.6                                | 2.2                       | 2.32                     |                                                    |                              |                              |                           |
| 1930 | 6,684,000 | 112,330 | 90,315  | 22,015         | 16.8                               | 13.5                                | 3.3                       | 2.32                     |                                                    |                              |                              |                           |
| 1931 | 6,705,000 | 106,324 | 93,895  | 12,429         | 15.9                               | 14.0                                | 1.9                       | 2.19                     |                                                    |                              |                              |                           |
| 1932 | 6,725,000 | 102,277 | 93,599  | 8,678          | 15.2                               | 13.9                                | 1.3                       | 2.10                     |                                                    |                              |                              |                           |
| 1933 | 6,746,000 | 96,369  | 88,977  | 7,392          | 14.3                               | 13.2                                | 1.1                       | 1.97                     |                                                    |                              |                              |                           |
| 1934 | 6,755,000 | 91,567  | 85,685  | 5,882          | 13.6                               | 12.7                                | 0.9                       | 1.87                     |                                                    |                              |                              |                           |
| 1935 | 6,761,000 | 88,689  | 92,524  | -3,835         | 13.1                               | 13.7                                | -0.6                      | 1.81                     |                                                    |                              |                              |                           |
| 1936 | 6,758,000 | 88,264  | 89,078  | –,814          | 13.1                               | 13.2                                | -0.1                      | 1.80                     |                                                    |                              |                              |                           |
| 1937 | 6,755,000 | 86,351  | 90,035  | -3,684         | 12.8                               | 13.3                                | -0.5                      | 1.54                     |                                                    |                              |                              |                           |
| 1938 | 6,753,000 | 93,812  | 94,755  | –,943          | 13.9                               | 14.0                                | -0.1                      | 1.92                     |                                                    |                              |                              |                           |
| 1939 | 6,658,000 | 137,825 | 101,709 | 36,116         | 20.7                               | 15.3                                | 5.4                       | 2.86                     |                                                    |                              |                              |                           |
| 1940 | 6,705,000 | 145,926 | 99,475  | 46,451         | 21.8                               | 14.8                                | 6.9                       | 2.70                     |                                                    |                              |                              |                           |
| 1941 | 6,731,000 | 135,398 | 94,121  | 41,277         | 20.1                               | 14.0                                | 6.1                       | 2.53                     |                                                    |                              |                              |                           |
| 1942 | 6,799,000 | 116,172 | 90,510  | 25,662         | 17.1                               | 13.3                                | 3.8                       | 2.37                     |                                                    |                              |                              |                           |
| 1943 | 6,815,000 | 122,443 | 94,269  | 28,174         | 18.0                               | 13.8                                | 4.1                       | 2.21                     |                                                    |                              |                              |                           |
| 1944 | 6,837,000 | 126,938 | 109,622 | 17,316         | 18.6                               | 16.0                                | 2.5                       | 2.04                     |                                                    |                              |                              |                           |
| 1945 | 6,793,000 | 101,369 | 173,767 | -72,398        | 14.9                               | 25.6                                | -10.7                     | 1.88                     |                                                    |                              |                              |                           |
| 1946 | 7,000,000 | 111,302 | 94,077  | 17,225         | 15.9                               | 13.4                                | 2.5                       | 2.01                     | 81.4                                               |                              |                              |                           |
| 1947 | 6,971,000 | 128,953 | 90,027  | 38,926         | 18.5                               | 12.9                                | 5.6                       | 2.35                     | 78.3                                               |                              |                              |                           |
| 1948 | 6,953,000 | 123,221 | 84,213  | 39,008         | 17.7                               | 12.1                                | 5.6                       | 2.25                     | 76.2                                               |                              |                              |                           |
| 1949 | 6,942,000 | 113,375 | 89,247  | 24,128         | 16.3                               | 12.9                                | 3.5                       | 2.07                     | 75.2                                               |                              |                              |                           |
| 1950 | 6,935,000 | 107,854 | 85,710  | 22,144         | 15.6                               | 12.4                                | 3.2                       | 2.09                     | 66.1                                               |                              |                              |                           |
| 1951 | 6,934,000 | 102,764 | 88,253  | 14,511         | 14.8                               | 12.7                                | 2.1                       | 2.02                     | 61.3                                               |                              |                              |                           |
| 1952 | 6,928,000 | 103,012 | 83,372  | 19,640         | 14.9                               | 12.0                                | 2.8                       | 2.06                     | 51.9                                               |                              |                              |                           |
| 1953 | 6,932,000 | 102,867 | 83,399  | 19,468         | 14.8                               | 12.0                                | 2.8                       | 2.09                     | 49.9                                               |                              |                              |                           |
| 1954 | 6,940,000 | 103,985 | 84,632  | 19,353         | 15.0                               | 12.2                                | 2.8                       | 2.15                     | 48.3                                               |                              |                              |                           |
| 1955 | 6,947,000 | 108,575 | 84,995  | 23,580         | 15.6                               | 12.2                                | 3.4                       | 2.29                     | 45.6                                               |                              |                              |                           |
| 1956 | 6,952,000 | 115,827 | 86,824  | 29,003         | 16.7                               | 12.5                                | 4.2                       | 2.48                     | 43.3                                               |                              |                              |                           |
| 1957 | 6,966,000 | 118,712 | 89,298  | 29,414         | 17.0                               | 12.8                                | 4.2                       | 2.57                     | 44.2                                               |                              |                              |                           |
| 1958 | 6,987,000 | 119,755 | 85,980  | 33,775         | 17.1                               | 12.3                                | 4.8                       | 2.60                     | 40.7                                               |                              |                              |                           |
| 1959 | 7,014,000 | 124,377 | 87,970  | 36,407         | 17.7                               | 12.5                                | 5.2                       | 2.69                     | 39.8                                               |                              |                              |                           |
| 1960 | 7,048,000 | 125,945 | 89,603  | 36,342         | 17.9                               | 12.7                                | 5.2                       | 2.70                     | 37.5                                               |                              |                              |                           |
| 1961 | 7,087,000 | 131,563 | 85,673  | 45,890         | 18.6                               | 12.1                                | 6.5                       | 2.79                     | 32.7                                               |                              |                              | 1.29                      |
| 1962 | 7,130,000 | 133,253 | 90,854  | 42,399         | 18.7                               | 12.7                                | 5.9                       | 2.80                     | 32.8                                               |                              |                              | 1.30                      |
| 1963 | 7,176,000 | 134,809 | 91,579  | 43,230         | 18.8                               | 12.8                                | 6.0                       | 2.82                     | 31.3                                               |                              |                              | 1.31                      |
| 1964 | 7,224,000 | 133,841 | 89,081  | 44,760         | 18.6                               | 12.3                                | 6.2                       | 2.80                     | 29.2                                               |                              |                              | 1.30                      |
| 1965 | 7,271,000 | 129,924 | 94,273  | 35,651         | 17.9                               | 13.0                                | 4.9                       | 2.71                     | 28.3                                               |                              |                              | 1.26                      |
| 1966 | 7,322,000 | 128,577 | 91,440  | 37,137         | 17.6                               | 12.5                                | 5.1                       | 2.66                     | 28.1                                               |                              |                              | 1.24                      |
| 1967 | 7,377,000 | 127,404 | 95,438  | 31,966         | 17.4                               | 13.0                                | 4.4                       | 2.62                     | 26.4                                               |                              |                              | 1.23                      |
| 1968 | 7,415,000 | 126,115 | 96,014  | 30,101         | 17.1                               | 13.0                                | 4.1                       | 2.59                     | 25.5                                               |                              |                              | 1.21                      |
| 1969 | 7,441,000 | 121,377 | 98,715  | 22,662         | 16.4                               | 13.4                                | 3.1                       | 2.50                     | 25.4                                               |                              |                              | 1.17                      |
| 1970 | 7,467,000 | 112,301 | 98,819  | 13,482         | 15.1                               | 13.3                                | 1.8                       | 2.29                     | 25.9                                               | 66.5                         | 73.4                         | 1.07                      |
| 1971 | 7,500,000 | 108,510 | 97,334  | 11,176         | 14.6                               | 13.1                                | 1.5                       | 2.20                     | 26.1                                               | 66.6                         | 73.7                         | 1.03                      |
| 1972 | 7,544,000 | 104,033 | 95,323  | 8,710          | 13.9                               | 12.7                                | 1.2                       | 2.09                     | 25.2                                               | 66.9                         | 74.0                         | 0.98                      |
| 1973 | 7,586,000 | 98,041  | 92,768  | 5,273          | 13.0                               | 12.3                                | 0.7                       | 1.94                     | 23.8                                               | 67.5                         | 74.6                         | 0.91                      |
| 1974 | 7,599,000 | 97,430  | 94,324  | 3,106          | 12.9                               | 12.5                                | 0.4                       | 1.91                     | 23.5                                               | 67.5                         | 74.7                         | 0.90                      |
| 1975 | 7,579,000 | 93,757  | 96,041  | -2,284         | 12.4                               | 12.7                                | -0.3                      | 1.83                     | 20.5                                               | 67.7                         | 74.7                         | 0.86                      |
| 1976 | 7,566,000 | 87,446  | 95,140  | -7,694         | 11.6                               | 12.6                                | -1.0                      | 1.69                     | 18.2                                               | 68.2                         | 75.1                         | 0.80                      |
| 1977 | 7,568,000 | 85,595  | 92,402  | -6,807         | 11.3                               | 12.2                                | -0.9                      | 1.63                     | 16.8                                               | 68.5                         | 75.5                         | 0.77                      |
| 1978 | 7,562,000 | 85,402  | 94,617  | -9,215         | 11.3                               | 12.5                                | -1.2                      | 1.61                     | 15.0                                               | 68.5                         | 75.7                         | 0.76                      |
| 1979 | 7,549,000 | 86,388  | 92,012  | -5,624         | 11.4                               | 12.2                                | -0.7                      | 1.60                     | 14.7                                               | 68.8                         | 76.0                         | 0.76                      |
| 1980 | 7,549,000 | 90,872  | 92,442  | -1,570         | 12.0                               | 12.2                                | -0.2                      | 1.65                     | 14.3                                               | 69.0                         | 76.1                         | 0.78                      |
| 1981 | 7,569,000 | 93,867  | 92,585  | 1,282          | 12.4                               | 12.2                                | 0.2                       | 1.67                     | 12.7                                               | 69.3                         | 76.4                         | 0.80                      |
| 1982 | 7,574,000 | 94,840  | 91,339  | 3,501          | 12.5                               | 12.1                                | 0.5                       | 1.66                     | 12.8                                               | 69.4                         | 76.6                         | 0.79                      |
| 1983 | 7,562,000 | 90,118  | 93,041  | -2,923         | 11.9                               | 12.3                                | -0.4                      | 1.56                     | 11.9                                               | 69.5                         | 76.6                         | 0.74                      |
| 1984 | 7,561,000 | 89,234  | 88,466  | 768            | 11.8                               | 11.7                                | 0.1                       | 1.52                     | 11.4                                               | 70.0                         | 77.2                         | 0.73                      |
| 1985 | 7,565,000 | 87,440  | 89,578  | -2,138         | 11.6                               | 11.8                                | -0.3                      | 1.47                     | 11.2                                               | 70.4                         | 77.3                         | 0.70                      |
| 1986 | 7,570,000 | 86,964  | 87,071  | –,107          | 11.5                               | 11.5                                | -0.0                      | 1.45                     | 10.3                                               | 70.9                         | 77.7                         | 0.69                      |
| 1987 | 7,575,000 | 86,503  | 84,907  | 1,596          | 11.4                               | 11.2                                | 0.2                       | 1.43                     | 9.8                                                | 71.4                         | 78.1                         | 0.68                      |
| 1988 | 7,585,000 | 88,052  | 83,263  | 4,789          | 11.6                               | 11.0                                | 0.6                       | 1.45                     | 8.1                                                | 71.9                         | 78.6                         | 0.69                      |
| 1989 | 7,620,000 | 88,759  | 83,407  | 5,352          | 11.6                               | 10.9                                | 0.7                       | 1.44                     | 8.3                                                | 71.9                         | 78.7                         | 0.69                      |
| 1990 | 7,678,000 | 90,454  | 82,952  | 7,502          | 11.8                               | 10.8                                | 1.0                       | 1.46                     | 7.8                                                | 72.2                         | 78.9                         | 0.70                      |
| 1991 | 7,755,000 | 94,629  | 83,428  | 11,201         | 12.2                               | 10.8                                | 1.4                       | 1.51                     | 7.5                                                | 72.3                         | 79.0                         | 0.72                      |
| 1992 | 7,841,000 | 95,302  | 83,162  | 12,140         | 12.2                               | 10.6                                | 1.5                       | 1.51                     | 7.5                                                | 72.5                         | 79.2                         | 0.72                      |
| 1993 | 7,906,000 | 95,227  | 82,517  | 12,710         | 12.0                               | 10.4                                | 1.6                       | 1.50                     | 6.5                                                | 72.8                         | 79.4                         | 0.72                      |
| 1994 | 7,936,000 | 92,415  | 80,684  | 11,731         | 11.6                               | 10.2                                | 1.5                       | 1.47                     | 6.3                                                | 73.1                         | 79.7                         | 0.70                      |
| 1995 | 7,948,000 | 88,669  | 81,171  | 7,498          | 11.2                               | 10.2                                | 0.9                       | 1.42                     | 5.4                                                | 73.3                         | 80.0                         | 0.68                      |
| 1996 | 7,959,000 | 88,809  | 80,790  | 8,019          | 11.2                               | 10.2                                | 1.0                       | 1.45                     | 5.1                                                | 73.7                         | 80.1                         | 0.69                      |
| 1997 | 7,968,000 | 84,045  | 79,432  | 4,613          | 10.5                               | 10.0                                | 0.6                       | 1.39                     | 4.7                                                | 74.0                         | 80.6                         | 0.67                      |
| 1998 | 7,977,000 | 81,233  | 78,339  | 2,894          | 10.2                               | 9.8                                 | 0.4                       | 1.37                     | 4.9                                                | 74.5                         | 80.8                         | 0.66                      |
| 1999 | 7,992,000 | 78,138  | 78,200  | –,62           | 9.8                                | 9.8                                 | 0.0                       | 1.34                     | 4.4                                                | 74.8                         | 80.9                         | 0.64                      |
| 2000 | 8,012,000 | 78,268  | 76,780  | 1,488          | 9.8                                | 9.6                                 | 0.2                       | 1.36                     | 4.8                                                | 75.1                         | 81.1                         | 0.66                      |
| 2001 | 8,042,000 | 75,458  | 74,767  | 691            | 9.4                                | 9.3                                 | 0.1                       | 1.33                     | 3.7                                                | 75.6                         | 81.6                         | 0.64                      |
| 2002 | 8,082,000 | 78,399  | 76,131  | 2,268          | 9.7                                | 9.4                                 | 0.3                       | 1.39                     | 4.3                                                | 75.8                         | 81.7                         | 0.67                      |
| 2003 | 8,121,000 | 76,944  | 77,209  | –,265          | 9.5                                | 9.5                                 | -0.0                      | 1.38                     | 4.0                                                | 75.9                         | 81.5                         | 0.66                      |
| 2004 | 8,172,000 | 78,968  | 74,292  | 4,676          | 9.7                                | 9.1                                 | 0.6                       | 1.42                     | 4.0                                                | 76.4                         | 82.1                         | 0.68                      |
| 2005 | 8,228,000 | 78,190  | 75,189  | 3,001          | 9.5                                | 9.1                                 | 0.4                       | 1.41                     | 3.7                                                | 76.6                         | 82.2                         | 0.68                      |
| 2006 | 8,269,000 | 77,914  | 74,295  | 3,619          | 9.4                                | 9.0                                 | 0.4                       | 1.41                     | 4.0                                                | 77.1                         | 82.7                         | 0.68                      |
| 2007 | 8,301,000 | 76,250  | 74,625  | 1,625          | 9.2                                | 9.0                                 | 0.2                       | 1.39                     | 3.8                                                | 77.3                         | 82.8                         | 0.67                      |
| 2008 | 8,337,000 | 77,752  | 75,083  | 2,669          | 9.3                                | 9.0                                 | 0.3                       | 1.42                     | 3.3                                                | 77.6                         | 83.0                         | 0.68                      |
| 2009 | 8,363,000 | 76,344  | 77,381  | -1,037         | 9.1                                | 9.3                                 | -0.2                      | 1.40                     | 3.7                                                | 77.4                         | 82.9                         | 0.67                      |
| 2010 | 8,388,000 | 78,742  | 77,199  | 1,543          | 9.4                                | 9.2                                 | 0.2                       | 1.44                     | 3.8                                                | 77.7                         | 83.2                         | 0.69                      |
| 2011 | 8,421,000 | 78,109  | 76,479  | 1,630          | 9.3                                | 9.1                                 | 0.2                       | 1.43                     | 3.8                                                | 78.1                         | 83.4                         | 0.69                      |
| 2012 | 8,464,000 | 78,952  | 79,436  | -484           | 9.3                                | 9.4                                 | -0.1                      | 1.44                     | 3.2                                                | 78.3                         | 83.3                         |                           |
| 2013 | 8,518,000 | 79,330  | 79,526  | -196           | 9.3                                | 9.3                                 | -0.0                      | 1.44                     | 3.1                                                | 78.45                        | 83.56                        |                           |
| 2014 | 8,584,000 | 81,722  | 78,252  | 3,470          | 9.6                                | 9.1                                 | 0.5                       | 1.46                     | 3.0                                                | 78.91                        | 83.74                        |                           |
| 2015 | 8,700,000 | 84,381  | 83,073  | 1,308          | 9.7                                | 9.5                                 | 0.2                       | 1.49                     | 3.1                                                | 78.63                        | 83.59                        |                           |
| 2016 | 8,773,000 | 87,675  | 80,669  | 7,006          | 10.0                               | 9.2                                 | 0.8                       | 1.53                     | 3.1                                                | 79.14                        | 83.95                        |                           |
| 2017 | 8,822,000 | 87,633  | 83,270  | 4,363          | 10.0                               | 9.5                                 | 0.5                       | 1.52                     | 2.9                                                | 79.3                         | 83.9                         |                           |
| 2018 | 8,857,960 | 85,535  | 83,975  | 1,560          | 9.7                                | 9.5                                 | 0.2                       | 1.48                     |                                                    | 79.3                         | 84.0                         |                           |
| 2019 | 8,901,100 | 84,952  | 83,386  | 1,566          | 9.6                                | 9.4                                 | 0.2                       | 1.46                     | 2.9                                                | 79.5                         | 84.2                         |                           |
| 2020 | 8,933,300 | 83,493  | 90,517  | -7,024         | 9.4                                | 10.2                                | -0.8                      | 1.44                     |                                                    | 78.9                         | 83.7                         |                           |

La Tasa de Fertilidad por Religión (TFR) del año 2001 es de: 1.32 Católicos, 1.21 Protestantes, 1.21 Islámicos, 2.34 otras religiones y 0.86 sin religión.

## Grupos étnicos

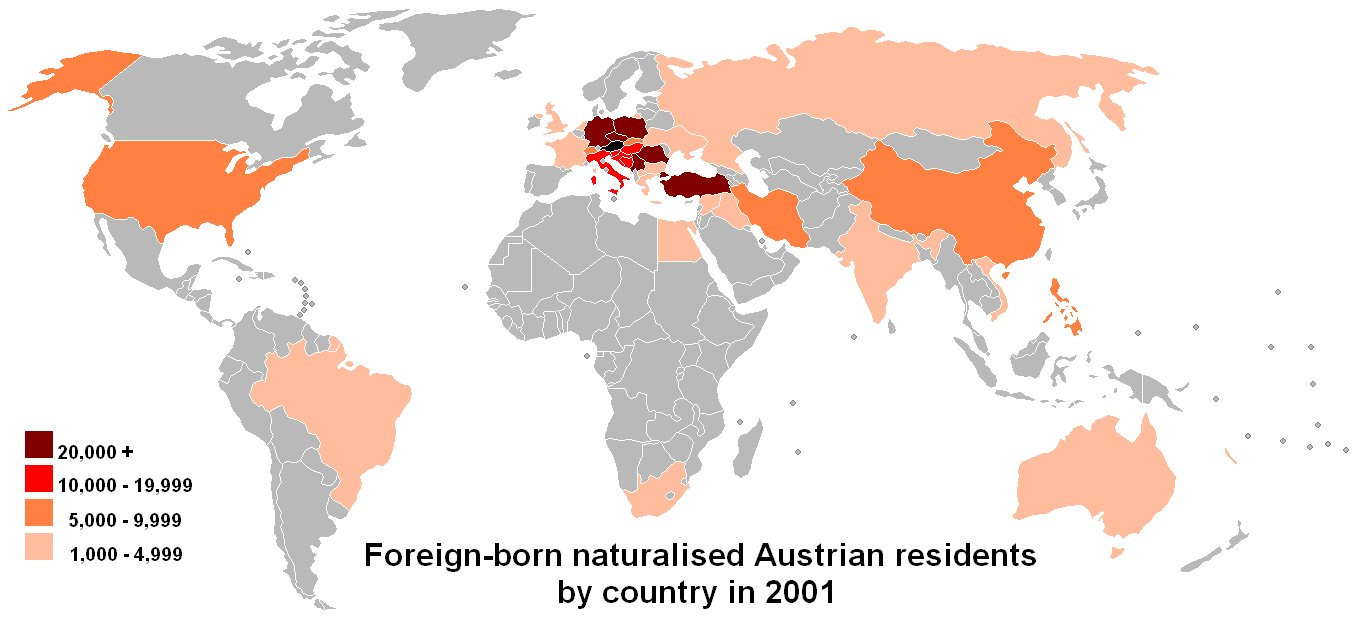
Extranjeros naturalizados en Austria por país. 2001.

Tradicionalmente tan sólo tres grupos étnicos existen en Austria que son lo suficientemente significativos: los eslovenos, que son unos 14 mil en Carintia (según estimaciones oficiales en 2001); 25 mil croatas y 20 mil húngaros en Burgerland.
Los eslovenos conforman un grupo muy unido, tanto los croatas como los eslovenos tienen sus derechos asegurados y protegidos por las leyes.
Alrededor de unos 15 mil judíos aún permanecen en Austria, principalmente las comunidades que se conformaron previamente al Holocausto. Una pequeña minoría romaní y sinti aún viven en el país. También existe una comunidad armenia que se ubica principalmente en Viena.
Según datos de la Oficina de Estadísticas de Austria, a mediados de 2006 unos 814.800 extranjeros vivían en la república, representando el 9.8% de la población total, que es una de las tasas más grandes de Europa. De los extranjeros residentes, más de 300 mil llegaron desde la ex Yugoslavia y más de 110 mil de Turquía.

### Idiomas
Idiomas de los inmigrantes a Austria en 2001.
| Idioma   | Porcentaje  | Observaciones                              |
| -------- | ----------- | ------------------------------------------ |
| Alemán   | 88.8%       | Idioma oficial. 94% Bávaro y 6% Alemánico. |
| Turco    | 2.3%        |                                            |
| Serbio   | 2.2%        |                                            |
| Croata   | 1.3%        | Idioma oficial en Burgerland.              |
| Bosnio   | 0.5%        |                                            |
| Esloveno | 0.2 al 0.5% | Idioma oficial en Carintia.                |
| Húngaro  | 0.2%        | Idioma oficial en Burgerland.              |
| Checo    | 0.2%        |                                            |
| Eslovaco | 0.1%        |                                            |
| Yidis    | ?           |                                            |
| Romaní   | ?           |                                            |